# Colsa sanguinea
Colsa sanguinea är en insektsart som beskrevs av Bierman 1910. Colsa sanguinea ingår i släktet Colsa och familjen spottstritar. Inga underarter finns listade i Catalogue of Life.